# 志雄パーキングエリア
志雄パーキングエリア（しおパーキングエリア）は、石川県羽咋郡宝達志水町柳瀬にあるのと里山海道のパーキングエリアである。

## 概要
能登海浜道路（のちの能登有料道路）の高松IC - 柳田IC間の開通当初は設置されなかったが、白尾IC - 柳田IC間の4車線化に伴い設置された。供用開始当初はトイレのみとなっていたが、2005年（平成17年）に売店を併設した常設のレストハウスを開設した。
パーキングエリア内にはバス停留所は設置されていないが、北鉄奥能登バス輪島特急線の両方向と珠洲特急線、珠洲宇出津特急線のそれぞれ珠洲方面ゆきのトイレ休憩箇所として利用されている。

## 歴史
- 1994年（平成6年）8月11日 - 能登有料道路の今浜IC - 千里浜IC間に新設[3]、供用開始[1]。
- 2005年（平成17年）3月10日 - 売店を併設した常設のレストハウスが開業[3][4]。
- 2013年（平成25年）3月31日 - 能登有料道路が無料化されたことに伴い、道路名がのと里山海道となる[8]。

## 道路
- E86 のと里山海道

## 施設

### 金沢方面
- 駐車場
  - 大型：4台
  - 小型：17台
  - 障害者用：1台
  - EV：1台
- トイレ
  - 男性 大3・小5
  - 女性 7
  - 車椅子用 1
- 売店（8:30 - 17:30）[2]
- 自動販売機

### 穴水方面
- 駐車場
  - 大型：4台
  - 小型：19台
  - 障害者用：1台
  - EV：1台
- トイレ
  - 男性 大3・小5
  - 女性 7
  - 車椅子用 1
- 売店（8:30 - 17:30）[2]
- 自動販売機

### 管理者
- 志雄町観光開発株式会社（宝達志水町商工会などが出資する第三セクター）[4]
- 株式会社八幡 - 店舗運営（志雄町観光開発が委託）[9]

## 周辺
- 千里浜なぎさドライブウェイ[10]

## 隣
E86 のと里山海道
今浜IC - 志雄PA - 千里浜IC